# Евґеніу Стетеску
Евґеніу Стетеску (рум. Eugeniu Stătescu; *25 грудня 1836, Бухарест — †30 грудня 1905, Бухарест) — румунський адвокат, політик, міністр закордонних справ Румунії (9 жовтня 1881 — 1 серпня 1882).

## Біографія
Закінчив юридичний факультет в Паризького університету, де захистив докторську дисертацію. Після повернення додому, практикував як адвокат, а також писав статті для ліберальної преси. У 1868 він вступив в Національно-ліберальну партію. У 1876 був обраний депутатом парламенту.
1876-1881 займав посаду міністра юстиції.
З квітня по червень 1881 року — міністр внутрішніх справ.
9 червня 1881 — серпень 1882 — міністр закордонних справ.
З 1897 — президент Сенату.